# تد گاردستاد
تد گاردستاد (به انگلیسی: Ted Gärdestad) (زاده ۱۸ فوریه ۱۹۵۶- درگذشته ۲۲ ژوئن ۱۹۹۷) خواننده سوئدی بود.
او نماینده سوئد در یوروویژن ۱۹۷۹ بود.